# جزيرة الأبطال (لعبة)
جزيرة  الأبطال هي لعبة متصفح لعب الأدوار لعام 2021 تم تطويرها بواسطة جوجل بالشراكة مع مراسم 4 °C . كانت اللعبة بمثابة جوجل دودل احتفالاً بدورة الألعاب الأولمبية الصيفية 2020 والألعاب البارالمبية الصيفية 2020 بالإضافة إلى الفولكلور و الثقافة اليابانية . تتبع القصة لاكي وهي تتنافس في الأحداث الرياضية عبر جزيرة البطولة ليصبح بطل الجزيرة، بينما تكمل مهام جانبية متعددة من خلال مساعدة الأشخاص المحتاجين. تمت إزالة رسومات الشعار المبتكرة في 6 سبتمبر 2021 بواسطة جوجل ولكن لا يزال من الممكن تشغيلها في أرشيفات جوجل دودل .

## طريقة اللعب
اللعبة  هي لعبة فيديو تقمص الأدوار تحتوي على عناصر لعبة رياضية . يتحكم اللاعب في قط لطيف يدعى لاكي يدور حول جزيرة بها سبع مناطق مختلفة تشبه جغرافيا اليابان ، مثل غابات الخيزران والجبال. في كل منطقة، هناك ميزات لسبعة أبطال للجزيرة متخصصون جميعًا في رياضة معينة. الألعاب الرياضية نفسها عبارة عن ألعاب صغيرة، حيث يربح لاكي التمرير عند فوزه باللعبة المصغرة. من خلال التغلب على الأبطال السبعة وكسب تمريراتهم، يُطلق على اللاعب لقب "بطل الجزيرة". يمكن للاعب أيضًا الانضمام إلى أحد الفرق الأربعة التي يمثل كل منها لونًا ومخلوقًا من الأساطير اليابانية. من خلال التنافس في الألعاب المصغرة، يقوم اللاعبون بتجميع النقاط التي يتم تسجيلها على لوحة المتصدرين العالمية، مع جائزة الفريق الحاصل على أعلى النقاط بلقب الفائز بحلول نهاية الألعاب الأولمبية.
تغطي جميع الألعاب المصغرة أنواعًا مختلفة من ألعاب الفيديو. على سبيل المثال، يأخذ حدث السباحة الفنية شكل لعبة إيقاعية بأسلوب ثورة ، بينما يتميز حدث التزلج بنظام خدعة مشابه لنظام مثل لعبة توني هاك للتزلج.
بالإضافة إلى ذلك، تحتوي كل منطقة على الكثير من المهام الجانبية التي يجب على اللاعب البحث عنها. تتضمن هذه المهام الجانبية مساعدة لاكي لسكان الجزيرة في مجموعة متنوعة من المهام مثل جلب العناصر والتسلسلات التجارية. يمكن لبعض المهام الجانبية أيضًا فتح إصدارات أصعب من الألعاب المصغرة الأصلية. يمكن لجميع هذه المهام الجانبية أن تكسب اللاعب كأسًا يمكن مشاهدته في منزل في وسط الجزيرة، يُسمى بيت الجائزة، مع 24 كأسًا لجمعها إجمالاً اعتبارًا من تحديث الألعاب البارالمبية.
اعتبارًا من دورة الألعاب البارالمبية الصيفية 2020، تمت إضافة مهمتين جانبيتين جديدتين، يؤدي أحدهما إلى إصدار متقدم من لعبة الرجبي. هناك أيضًا نسخة متقدمة من الرماية متاحة منذ البداية. يمكن للاعبين أيضًا إعادة ضبط تقدمهم (على سبيل المثال، لتبديل الفرق) عن طريق "مغادرة جزيرة البطل" (بعد التحدث إلى حراس البوابة كوماينو الموجودين على الرصيف إلى قارب لاكي بمجرد الحصول على جميع اللفائف السبعة وإكمال المهام الجانبية، مع يتم بعد ذلك عرض أرصدة اللعبة عندما تغادر لاكي الجزيرة على متن قاربه  أو ببساطة تحديد "بدء لعبة جديدة" في الإعدادات.

## حبكة

لاكي القطة في وسط الجزيرة. وهي محاطة بتمائم الفرق الأربعة في اللعبة، بالإضافة إلى 7 تماثيل تشير إلى اتجاه كل بطل جزيرة. لاكي موجود أيضًا أمام لوحة المتصدرين العالمية، والتي يمكنها عرض النقاط الحالية لجميع الفرق.

في البداية ، يصل لاكي بالقارب إلى جزيرة البطولة ، وهو المكان الذي يتنافس فيه الجميع من جميع أنحاء العالم مع بعضهم البعض. ثم يواجه اثنين من كومينو ، الذي يتحداه في مباراة تنس الطاولة لاختبار مهاراته. بمجرد أن يتغلب لاكي على الثنائي، يعتقدون أنها هو اللاعب المختار ويخبرونه عن أبطال الجزيرة السبعة وأن التغلب عليهم سيعيد النظام إلى الجزيرة ويجعله بطل الجزيرة.
يمكن للقط لاكي بعد ذلك اختيار الترتيب للتنافس ضد الأبطال . هؤلاء هم:
- كيجيمونا ، قبيلة تستضيف سباقات الماراثون على طول الشاطئ.
- تينغو ، الذي يتقن تنس الطاولة في قرية مهجورة الآن في غابة من الخيزران.
- الأميرة أوتو-هيمي وأوراشيما تارو ، اللذان يتنافسان في السباحة الفنية تحت الماء.
- يويتشي ، سيد الرماية بالقرب من بركة اللوتس بالجزيرة.
- أوني ، مجموعة من المتصيدون الذين هم أبطال جزيرة الرجبي. في هذا الحدث، يساعد موموتارو وأصدقاؤه لاكي.
- فوكورو ، بومة تجلس على قمة جبل الجزيرة وتراقب حدث التسلق.[7]
- تانوكي ، سيد حدث التزلج الذي يقام في مدينة تانوكي.

بعد الحصول على جميع المخطوطات اليابانية السبعة والتغلب على جميع أبطال الجزيرة، تزدهر شجرة كبيرة الساكورا في وسط الجزيرة، وتتساقط بتلات الساكورا على الجزيرة. ثم يبارك سكان الجزيرة لاكي على كونه بطل الجزيرة.
إذا جمع لاكي 23 كأسًا من أصل 24 كأس ، فإن اختيار المنصة بدون كأس يقرأ الرسالة "لا تثق بالطائر"، مما يؤدي إلى تنشيط المهمة الجانبية النهائية. تم تكليف لاكي بعد ذلك بالعثور على سيد الكأس الحقيقي، الذي تم الكشف عن أنه مومو، القط الأسود من أكاديمية القط السحري ، و جوجل دودل لعيد الهالوين 2016 و2020. تغير هذا عندما ظهرت الألعاب البارالمبية لأول مرة، وأي شخص أكمل المهام الجانبية الـ 22 السابقة ويلعب اللعبة البارالمبية دون البدء من جديد يمكنه إكمال المهمتين 23 و24 دون فقدان تاريخ المهمة الأخيرة.

## تطوير
تعاون فريق جوجل دودل مع Studio 4 °C للمساعدة في إنتاج العديد من المشاهد بأسلوب الأنمي في كل مراحل اللعبة . في المراحل الأولى من التطوير، بحث الفريقان على الكثير من القصص الشعبية اليابانية والشخصيات الأسطورية، بالإضافة إلى كائنات أسطورية من الفولكلور الياباني. ونتيجة لذلك، تم صنع الشخصية الرئيسية، لاكي (قط كاليكو)، لأنه يصور الحظ . يتميز كل بطل رياضي أيضًا بشخصية أسطورية .
وقال نيت سوينهارت، المسؤول الفني في جوجل دودل: "أردنا أن نصنع رسومات الشعار المبتكرة دودل يخلق فرصة حقيقية للعالم للتنافس عالميًا معًا وتعلم الثقافة اليابانية في نفس الوقت."
تم تأليف الموسيقى التصويرية للعبة بواسطة قومو، وهو فنان موسيقي معروف بإعادة مزج موسيقى ألعاب الفيديو على يوتيوب ، صاحب 281 ألف مشترك اعتبارًا من أكتوبر 2024 